# توری برچ
توری برچ (انگلیسی: Tory Burch؛ زادهٔ ۱۷ ژوئن ۱۹۶۶) طراح مد، نیکوکار و کارآفرین اهل ایالات متحده آمریکا است. در سال ۲۰۱۵ به عنوان هفتادوسومین زن قدرتمند جهان از سوی مجله فوربز برگزیده شد.